# Cheilitis exfoliativa
Die Cheilitis exfoliativa ist eine chronische Entzündung der Lippen. Dabei ist das Lippenrot vermehrt gerötet (kann auch schuppig sein) und von Rissen durchzogen. Ursächlich können vielfältige Faktoren und zugrunde liegende Erkrankungen wie Psoriasis oder Seborrhoe sein; auch Sonneneinstrahlung gehört dazu.
Therapeutisch werden (nach einer entsprechenden Ursachenabklärung) feuchtigkeits- oder fetthaltige Salben oder Cremes empfohlen.